# Ніжинський фаховий коледж НУБіП України

Офіційна назва Відокремлений структурний підрозділ "Ніжинський фаховий коледж Національного університету біоресурсів і природокористування України" - заклад фахової передвищої освіти.

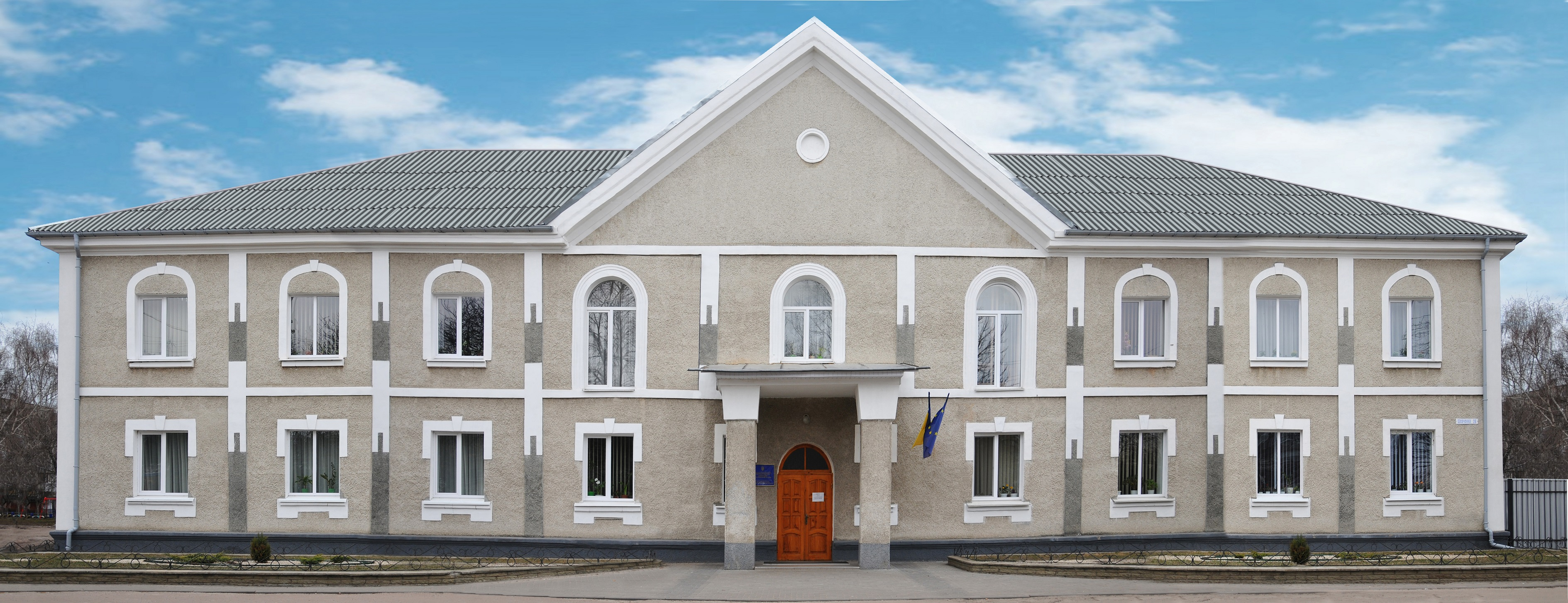
Корпус коледжу

## Історія
Має спільну історію з Ніжинським агротехнічним інститутом:
- Ніжинське ремісниче училище імені А.Ф.Кушакевича (1895-1900)
- Ніжинське нижче технічне училище імені А.Ф.Кушакевича (1900-1911)
- Ніжинське нижче механіко- і сільськогосподарсько-технічне імені А.Ф.Кушакевича училище з підготовчим при ньому класі (1911-1917)
- Ніжинське технічне училище імені А.Ф.Кушакевича (1917-1920)
- Ніжинський політехнікум та агрономічно-технічна школа (1920-1922)
- Ніжинський хіміко-механічний технікум та агрономічно-технічна школа (профшкола) (1922-1924)
- Ніжинська агрономічно-технічна школа (профшкола) (1924-1929)
- Ніжинський  агрономічно-індустріальний технікум, технікум механізації та садово-городній технікум  (1930-1934)
- Ніжинська середня школа механізації сільського господарства (1934-1941)
- Технічна школа (Technische Schule) (1941-1943)
- Ніжинський технікум механізації сільського господарства (1944-1993)
- Ніжинський агротехнічний коледж (1993-2001)
- Ніжинський агротехнічний інститут (2001-…)
- 2004 р. — рішенням Вченої ради Національного аграрного університету створено окремий структурний підрозділ інституту — відділення з підготовки молодших спеціалістів (наказ від 12.03.2004 № 30).
- 2014 р. — на базі відділення утворено ВП НУБіП України «Ніжинський агротехнічний коледж» (накази НУБіП України від 24.04.2014 № 488, від 10.06.2014 № 676, наказ МОН України від 12.08.2014 № 930).
- 2020 р. — заклад було перейменовано у ВСП «Ніжинський фаховий коледж НУБіП України» (наказ МОН України від 28.05.2020 № 708).

## Організаційна структура
Коледж у своєму складі має відділення:
- технічно-енергетичних систем та засобів автоматизації;
- економіки, логістики та інформаційних систем;
- відділення довузівської підготовки.

Підготовка фахівців здійснюється за освітньо-професійним ступенем «фаховий молодший бакалавр» (молодший спеціаліст) із шести спеціальностей:
- 208 «Агроінженерія»,
- 141 «Електроенергетика, електротехніка та електромеханіка»,
- 151 «Автоматизація та комп’ютерно-інтегровані технології»,
- 071 «Облік і оподаткування»,
- 123 «Комп’ютерна інженерія»,
- 275 «Транспортні технології (автомобільний транспорт)»,

у 2017 році одержана ліцензія, а у 2018 році здійснено набір студентів на підготовку освітнього ступеня «Бакалавр» зі спеціальності 151 «Автоматизація та комп’ютерно-інтегровані технології».
Підготовка фахових молодших бакалаврів (молодших спеціалістів) здійснюється на основі:
- базової загальної середньої освіти з одночасним отриманням повної загальної середньої освіти,
- повної загальної середньої освіти,
- ОКР «Кваліфікований робітник».

Навчаючись у коледжі, студенти одночасно з дипломом фахового молодшого бакалавра можуть отримати свідоцтво про присвоєння робітничої кваліфікації:
- 4112 Оператора комп’ютерного набору,
- 4115 Секретаря керівника (організації, підприємства, установи),
- 7241 Електромонтера з ремонту та обслуговування електроустаткування,
- 7242 Слюсаря з контрольно-вимірювальних приладів та автоматики (електромеханіка),
- 7231 Слюсаря з ремонту колісних транспортних засобів,
- 8322 Водія автотранспортних засобів (категорії «В», «С»),
- 7233 Слюсаря з ремонту сільськогосподарських машин та устаткування,
- 8331 Тракториста-машиніста сільськогосподарського виробництва (категорія «А»).

Навчальну та науково-методичну роботу в коледжі здійснюють 8 циклових комісій і кафедра, діяльність яких проходить у тісній співпраці з відповідними кафедрами Національного університету біоресурсів і природокористування України та ВП НУБіП України «Ніжинський агротехнічний інститут».

## Викладачі та студенти
Підготовку фахівців у Ніжинському фаховому коледжі НУБіП України здійснюють 64 педагогічні працівники, з них 16 кандидатів наук, 2 доктори наук, 7 доцентів і старший науковий співробітник, 39 викладачів мають вищу кваліфікаційну категорію, 10 – першу категорію, 18 – звання викладач-методист, 3 – старший викладач.
У ВП НУБіП України «Ніжинський агротехнічний коледж» навчається 562 студенти, з них: за денною формою — 535 осіб, за заочною — 27 осіб. За денною формою навчання 398 студентів навчаються за державним замовленням і 137 — за кошти фізичних та юридичних осіб.